# Leucothyreus flavidus
Leucothyreus flavidus är en skalbaggsart som beskrevs av Ohaus 1931. Leucothyreus flavidus ingår i släktet Leucothyreus och familjen Rutelidae. Inga underarter finns listade i Catalogue of Life.